# Dicranomyia upoluensis
Dicranomyia upoluensis är en tvåvingeart som beskrevs av Edwards 1928. Dicranomyia upoluensis ingår i släktet Dicranomyia och familjen småharkrankar. Inga underarter finns listade i Catalogue of Life.